# Wormser Hütte
Wormser Hütte – górskie schronisko turystyczne, położone w austriackim masywie Hochjoch (łańcuch Ferwall, prowincja Vorarlberg).
Schronisko wybudowano w latach 1906–1907, a w 2003 rozbudowano. Stoi na wysokości 2307 m n.p.m. Posiada 26 łóżek i 32 miejsca na materacach. Jest połączone specjalnym kanałem z siecią kanalizacyjną Schruns. Posiada nowoczesne zaplecze kuchenne i restaurację serwującą lokalne produkty.